# Ягоднинское сельское поселение (Томская область)
Ягоднинское се́льское поселе́ние — муниципальное образование в Верхнекетском районе Томской области Российской Федерации.
Административный центр — посёлок Ягодное.

## История
Статус и границы сельского поселения установлены Законом Томской области от 10 сентября 2004 года № 199-ОЗ О наделении статусом муниципального района, поселения (городского, сельского) и установлении границ муниципальных образований на территории Верхнекетского района.

## Население
| 2002 | 2010  | 2012  | 2013  | 2014 | 2015 | 2016 |
| ---- | ----- | ----- | ----- | ---- | ---- | ---- |
| 1120 | ↘1009 | ↗1028 | ↘1017 | ↘976 | ↘917 | ↘913 |
| 2017 | 2018  | 2019  | 2020  | 2021 |      |      |
| ↘854 | ↘821  | ↘795  | ↗822  | ↘682 |      |      |

## Состав сельского поселения
| № | Населённый пункт | Тип населённого пункта          | Население |
| - | ---------------- | ------------------------------- | --------- |
| 1 | Нибега           | посёлок                         | ↘71       |
| 2 | Санджик          | посёлок                         | ↘8        |
| 3 | Ягодное          | посёлок, административный центр | ↘603      |

## Местное самоуправление
Глава поселения — Ирина Владимировна Герасимович.